# کاخ‌شهر پوتسدام

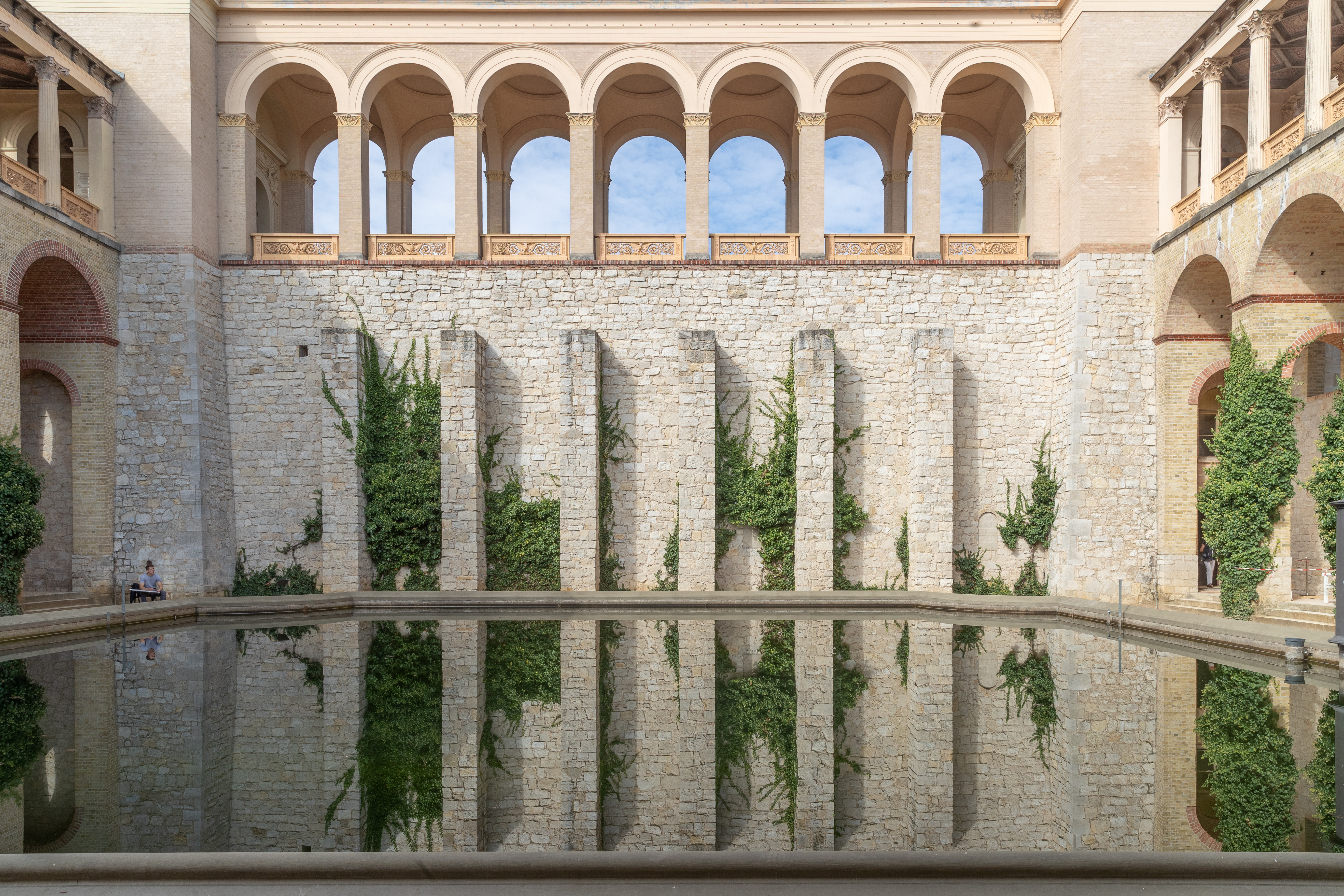
نگاره‌ای از اندرونی ساختمان تزئینی بِلوِدِر پوتسدام (en) در باغ بزرگ کاخ‌شهر پوتسدام، آلمان.

کاخ شهر پوتسدام (آلمانی: Potsdamer Stadtschloss) بنایی در شهر پوتسدام واقع در ایالت براندنبورگ آلمان است.
این کاخ در میدان بازار قدیمی، در جنب کلیسای سنت نیکلاس واقع شده که دومین اقامتگاه رسمی برگزیدگان پادشاهان پروس و امپراتوری آلمان به‌شمار می‌آید.
این بنا در پی حملات متفقین به پوتسدام در جنگ جهانی دوم به شدت آسیب دید و پس از به روی کار آمدن حکومت کمونیستی آلمان شرقی چندان مورد توجه حاکمان نبود که همین موجب شد کاخ بازسازی نشود. پس از پیوند دو آلمان عملیات بازسازی کاخ شهر هم در برنامه قرار گرفت و بالاخره عملیات بازسازی کاخ در پایان سال ۲۰۱۳ به پایان رسید.
پس از پایان بازسازی، کاخ به عنوان ساختمان پارلمان ایالتی براندنبورگ مورد استفاده قرار گرفته‌است.

## تاریخ
در ابتدا کاخ شهر به عنوان یک کاخ باروک از سال ۱۶۶۲ تا ۱۶۶۹ زیر نظر پرنسس-انتخابگر فردریش ویلهلم ساخته شد و از سال ۱۷۴۴ تا ۱۷۵۲ توسط جورج ونزلسلاوس فون نوبل سیدورف تحت فرماندهی فردریش دوم مجدداً تزئینات داخلی بازسازی شدند. این را می‌توان از نمونه‌های بارز سبک روکوکو برشمرد.
در طی حمله بمباران متفقین در ۱۴ آوریل ۱۹۴۵، کاخ شهر بمباران و سوخته شد، اگرچه ۸۳ درصد از ساختمان توانست. با این حال، حزب کمونیست حاکم (نام رسمی: حزب اتحاد سوسیالیست آلمان، SED) این ویرانه را در سال ۱۹۶۰ به دلایل ایدئولوژیکی تخریب کرد. بازار قدیمی منسجم چهره خود را از دست داد و تنها بخشی از کاخ که در جای خود باقی مانده‌است اصطبل بود که امروزه موزه فیلم پوتسدام در آن قرار دارد.
حاکمان آلمان شرقی تصمیم داشت در محل کاخ یک ساختمان تئاتر مدرن بسازند، چارچوب‌های فولادی نیز ساخته شده بود که عمر این حکومت به پایان رسید و دو آلمان با یکدیگر متحد و برنامه ساخت تئاتر لغو شد. در سال ۱۹۹۱ چارچوب‌های فولادی نیز تخریب شدند.

## بازسازی
پس از سقوط دیوار برلین، حزب چپ حاکم (جانشین کمونیست‌ها) در براندنبورگ دو بار ابتکار عمل برای بازسازی کاخ را رد کرد. با این حال، در سال ۱۹۹۶ «پروژه پوتسدام» که توسط آکادمی تابستانی برای معماران جوان مؤسسه معماری شاهزاده ولز در لندن اجرا شد، بازسازی این کاخ بار دیگر مورد توجه و حمایت قرار گرفت. پروژه پوتسدام تصمیم داشت که همه بناهای تاریخی این شهر را جزء به جزء بازسازی کنند. بازسازی و سپس استفاده پارلمان از این بنا همواره مخالفانی را در پی داشت. در سال‌هایی که شرق آلمان پس از اتحاد همچنان با مشکلات مالی دست و پنجه نرم می‌کردند بسیاری از سیاستمداران مخالف اجرای پروژه بازسازی بودند.

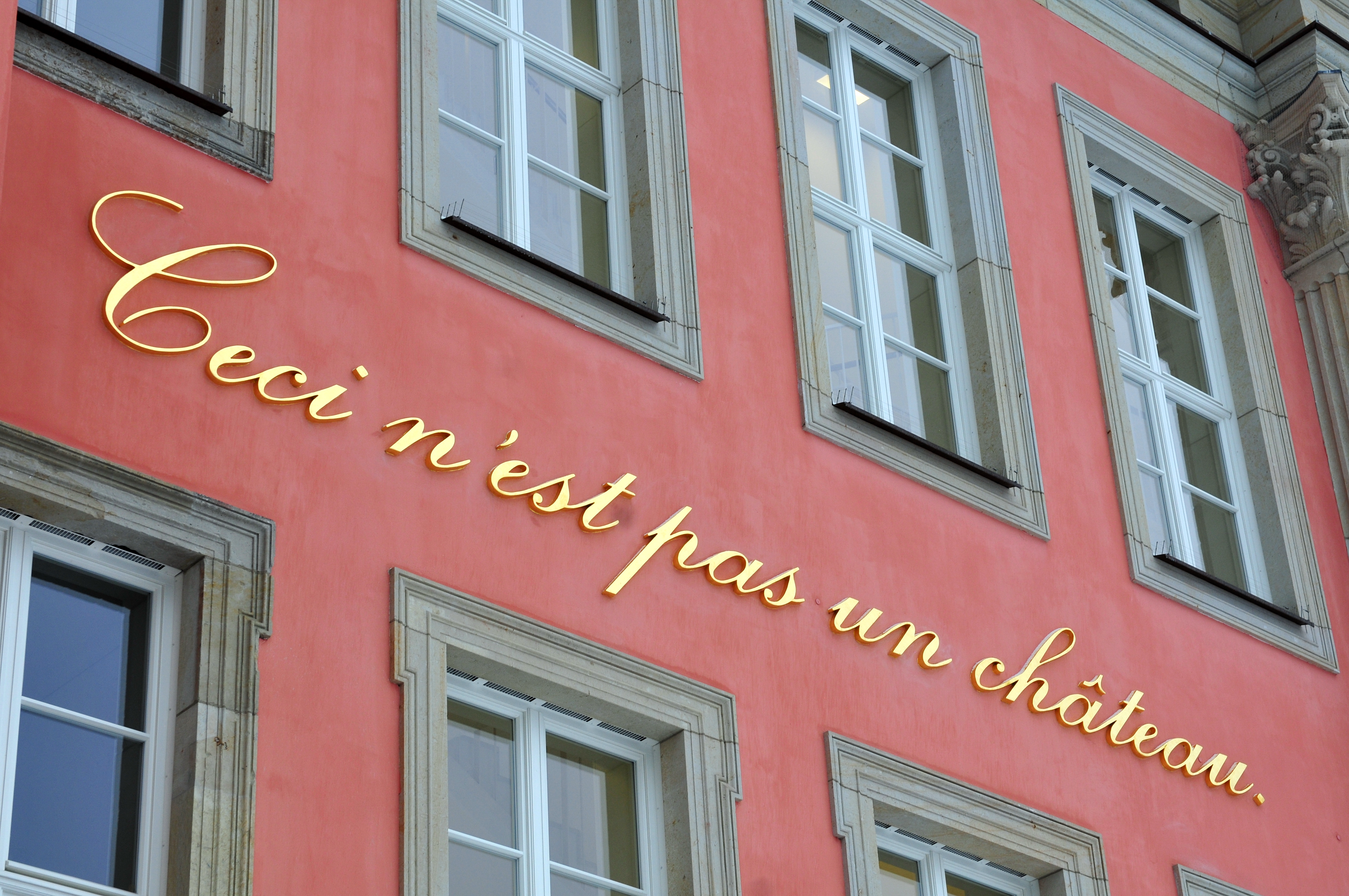

## نگارخانه

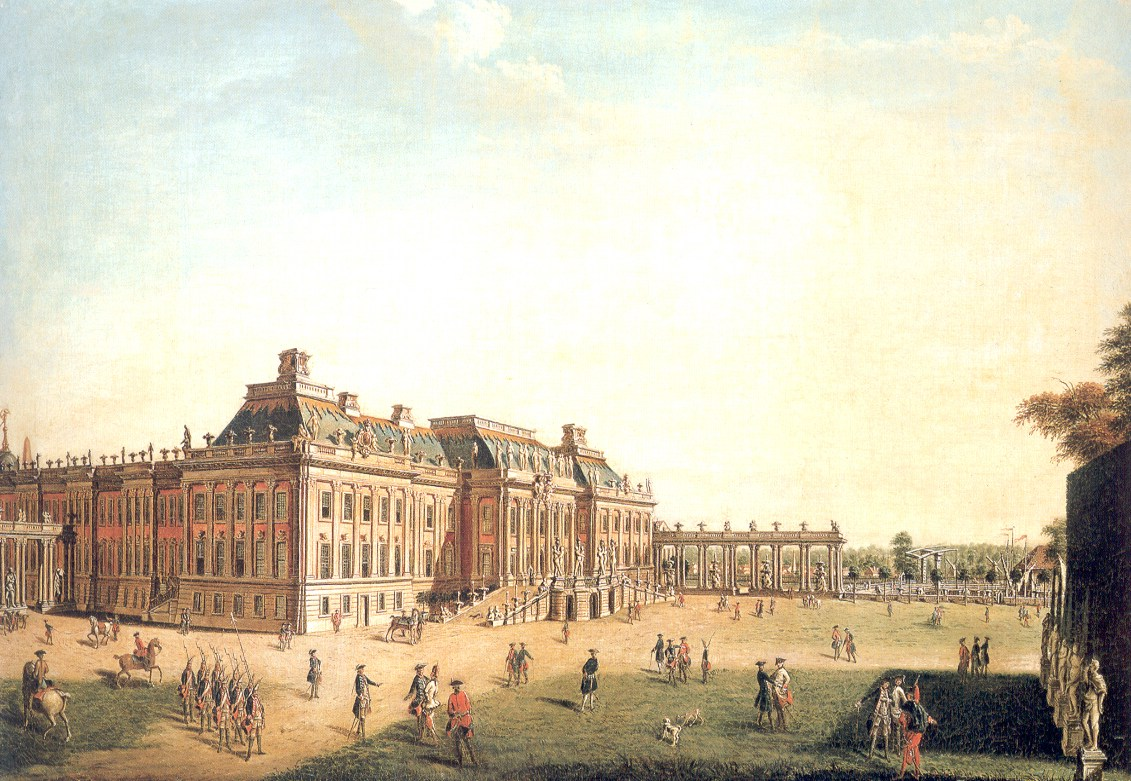
کاخ شهر پوتسدام در سال ۱۷۷۳
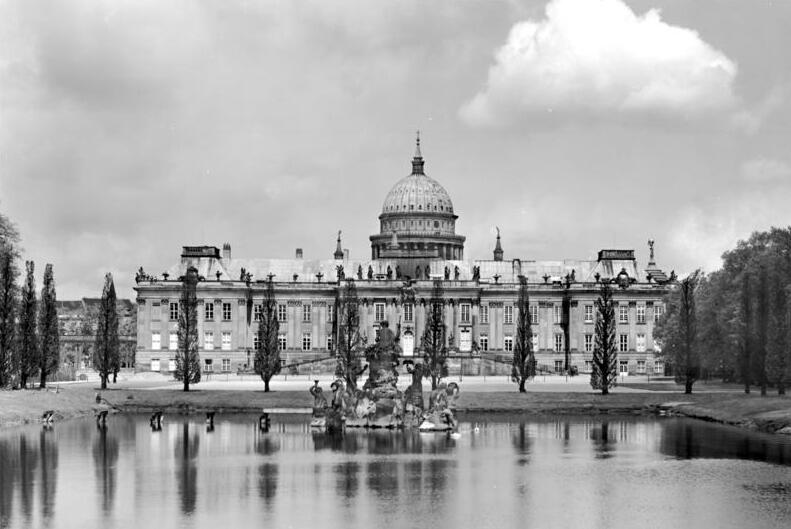
کاخ شهر پوتسدام در سال ۱۹۲۸
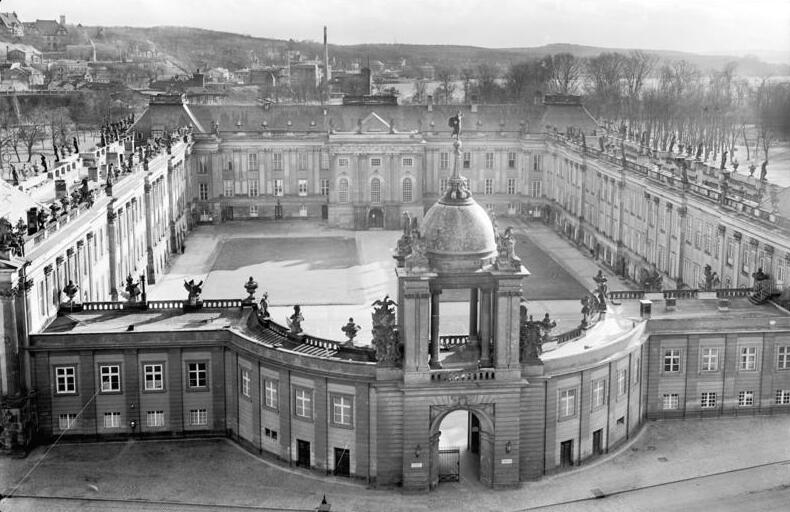
کاخ قبل از تخریب در جنگ جهانی دوم
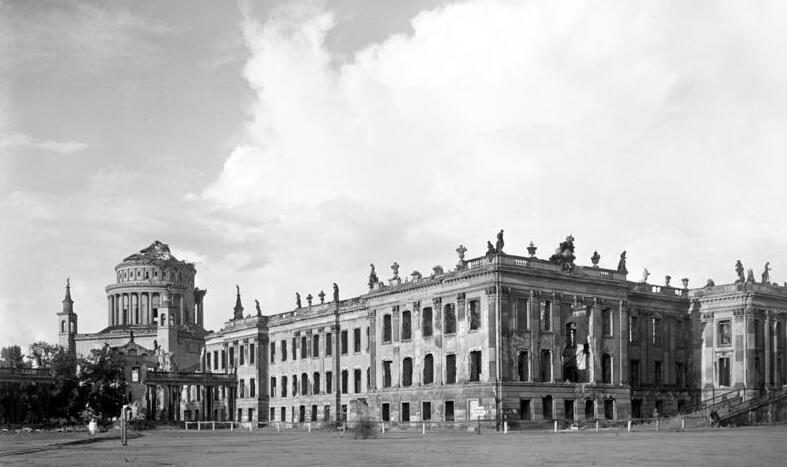
در ویرانه‌های پس از جنگ جهانی دوم
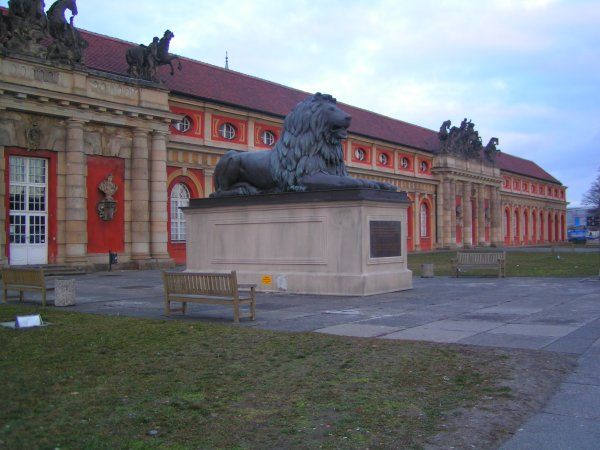
اصطبل باقی مانده در سال ۲۰۰۵
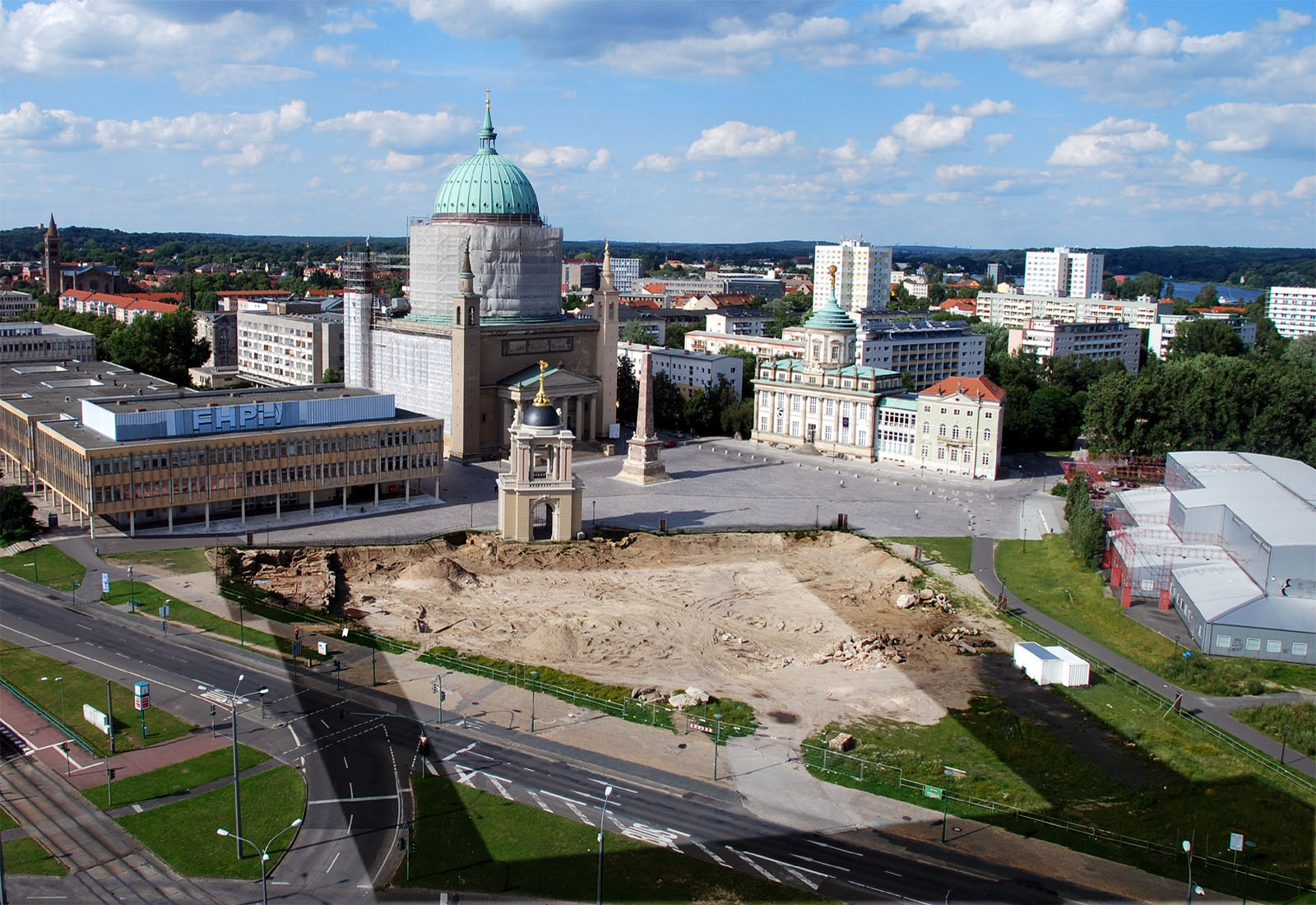
نمایی از بازار قدیم در سال ۲۰۰۷
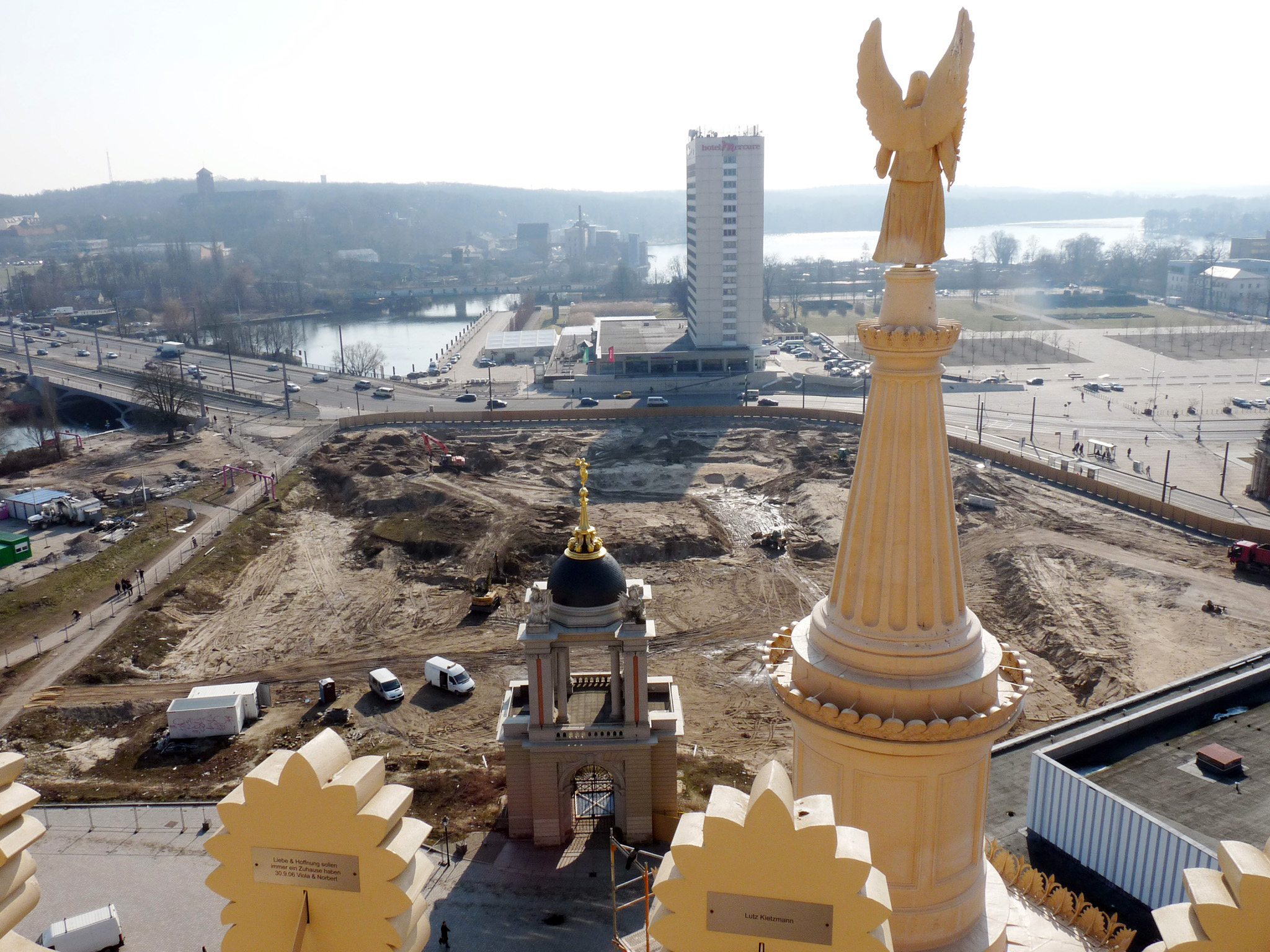
عملیات ساخت و ساز و بازسازی در سال ۲۰۱۰
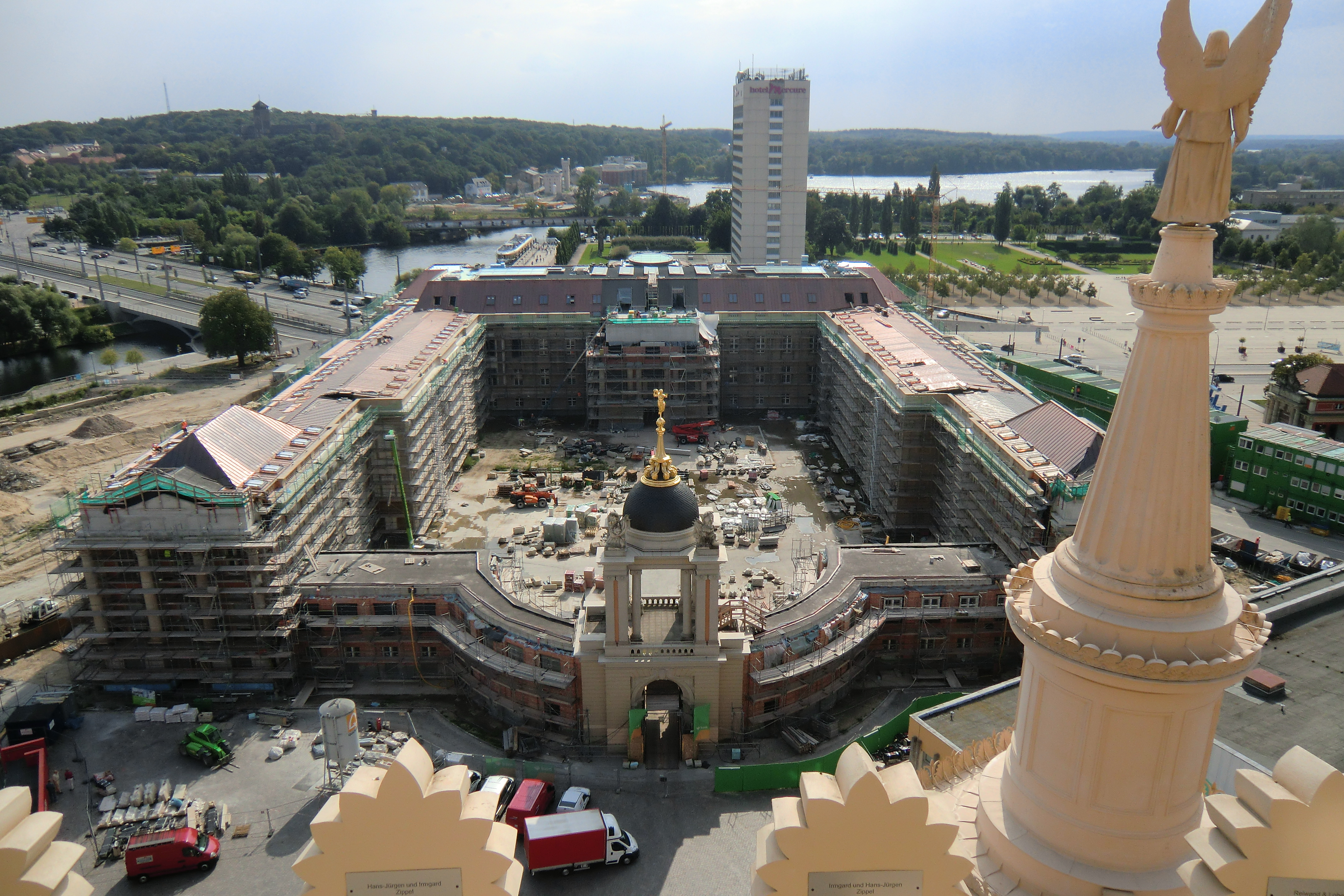
سایت ساخت و ساز در سال ۲۰۱۲
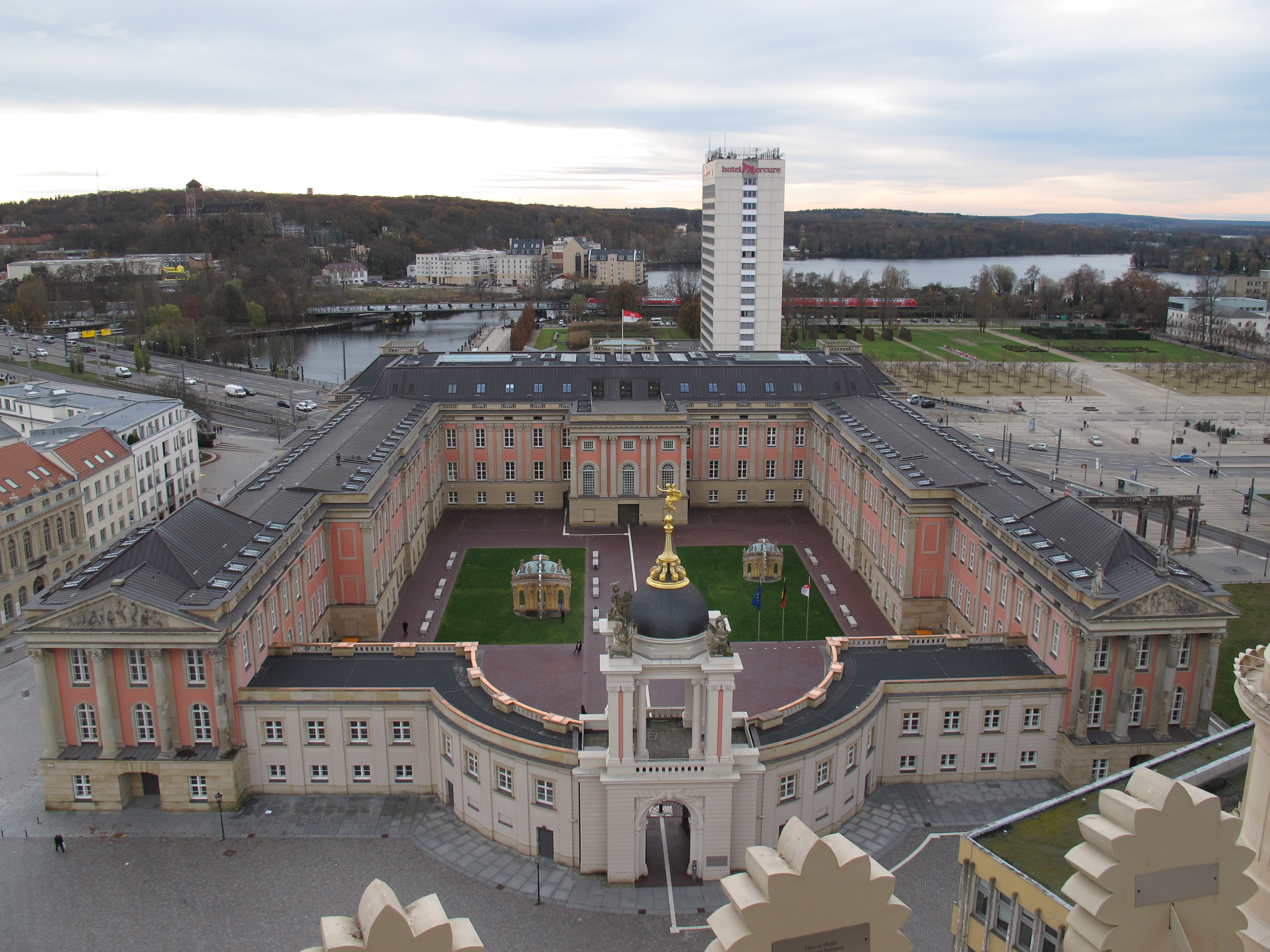
کاخ بازسازی شده در سال ۲۰۱۶

## کتابشناسی
- شون، مایکل استات ساکت میت، نسخه اشتراوس، ۲۰۱۶